# Бранко Дангубић
Београд СР Југославија
Бранко Дангубић (Љубиње, 13. јул 1922 — Београд, 24. новембар 2002) био је југословенски атлетски репрезентативац и олимпијац у бацању копља Такмичио се у периоду после завршетка Другог светског рата од 1946. до 1953. године. До 1950 био је члан суботичког Спартака када прелази у АК Црвена звезда из Београда.
Бранко Дангубић је три пута освајао првенство Југославије у бацању копља 1949. (60,77 м) као члан Спартака, а два пута 1951 (64,49 м) и 1952. (65,24 м), као члан Црвене звезде. Истовремено на републичким првенствима Србије освојио је у низу 6 титула првака од 1950. до 1958. (1955—1957 првенство у тој дисциплини није одржано). 
На основу ових резултата ушао је у репрезентацију и учествовао на више међународних такмичења у том периоду, као:
Медитеранске игре 1951., Александрија, 1 место 65,82 м
Европско првенство 1950., Брисел, испао у квалификацијама (59,37 м
Летње олимпијске игре 1952. Хелсинки, 5. место 70,55 м, лични рекорд
Балканске игре 1953, Атина, 1. место 61,98 м.